# San Rafael (Heredia)
San Rafael es el distrito primero y ciudad cabecera del cantón de San Rafael, en la provincia de Heredia, de Costa Rica.

## Toponimia
El nombre original del cantón San Rafael fue Piedra Grande, citado por primera vez en junio de 1783; no fue sino a partir del 20 de enero de 1819 que se menciona con la denominación actual.
El origen del nombre del distrito y posteriormente del cantón, se debe a que las denominaciones de algunos cantones y distritos de Heredia, se asignaron en forma simultánea en 1818; mediante una rifa organizada por las autoridades tanto eclesiásticas como civiles y militares de la época, quienes previamente prepararon una lista de nombres de santos, y a la suerte los adjudicaron, entregando el cura una estampa al representante de cada distrito, con la imagen de su santo patrono.

## Ubicación
Se encuentra a 4 km al noreste de Heredia, y en sus inmediaciones se encuentra la Cordillera Volcánica Central. 

## Geografía
San Rafael cuenta con un área de 1,33 km² y una altitud media de 1264 m s. n. m.

## Demografía
Para el año 2022, San Rafael cuenta con una población estimada de 8981 habitantes, y para el último censo efectuado, en 2011, San Rafael contaba con una población de 9668 habitantes.

## Localidades
- Barrios: Amistad, Matasano (parte), Paso Viga (parte).

## Transporte

### Carreteras
Al distrito lo atraviesan las siguientes rutas nacionales de carretera:
- Ruta nacional 113
- Ruta nacional 116
- Ruta nacional 503